# José Johnson Valle
José Johnson Valle es un deportista cubano que compitió en judo. Ganó una medalla de oro en el Campeonato Panamericano de Judo de 1985, en la categoría abierta.

## Palmarés internacional
| Campeonato Panamericano | Campeonato Panamericano | Campeonato Panamericano | Campeonato Panamericano |
| Año                     | Lugar                   | Medalla                 | Categoría               |
| ----------------------- | ----------------------- | ----------------------- | ----------------------- |
| 1985                    | La Habana (Cuba)        | Medalla de oro          | Abierta                 |